# Omaggio a Paderewski
Omaggio a Paderewski è un album di brani per pianoforte di 17 compositori, pubblicato nel 1942 in onore del pianista, compositore e statista polacco Ignacy Jan Paderewski.

## Storia
Omaggio a Paderewski fu commissionato dall'editore musicale Boosey & Hawkes nel 1941 in occasione del 50º anniversario del debutto americano di Paderewski nel 1891. Fu Zygmunt Stojowski a dare il via all'impresa. Incoraggiò alcuni compositori amici di Paderewski a scrivere miniature per l'anniversario. Tuttavia Paderewski morì il 29 giugno 1941, prima che il progetto fosse completato e così l'album, alla sua pubblicazione nel 1942, divenne un tributo postumo alla sua vita e al suo lavoro.
Ventuno compositori presentarono 22 opere e 17 furono scelte per la pubblicazione. Di questi 17 compositori, solo tre erano nativi americani. Il resto si era stabilito in Nord America o lavorava lì temporaneamente (Benjamin Britten ed Eugene Goossens erano negli Stati Uniti; Arthur Benjamin era in Canada).
Britten fraintese l'incarico e scrisse un pezzo per due pianoforti. Fu pubblicato separatamente ma è ancora considerato parte dell'omaggio generale. Béla Bartók non scrisse un nuovo pezzo ma contribuì con una breve serie di tre pezzi scritti nel 1914–18. Anche il contributo di Jaromír Weinberger sembra essere stato composto in precedenza, nel 1924. Ernest Schelling, uno studente di Paderewski, era morto nel 1939, ma la sua vedova presentò una composizione tardiva senza titolo, nella convinzione che avrebbe voluto essere coinvolto.
I pezzi sono tutti corti, nessuno richiede più di quattro minuti per suonarlo e alcuni poco più di un minuto.
La prima registrazione dell'intera opera fu fatta nel 2011 da Jonathan Plowright, con Aaron Shorr nel brano di Britten.

## La musica
| Compositore               | Nazionalità | Date        | Titolo                                       | Note |
| ------------------------- | ----------- | ----------- | -------------------------------------------- | --- |
| Béla Bartók               | Ungherese   | 1881 – 1945 | Three Hungarian Folk-Tunes, Sz.66            | (1. Andante tranquillo, rubato; 2. Allegro non troppo, un poco rubato; 3. Maestoso.) Bartók viveva negli Stati Uniti e sperava di tornare nella sua natia Ungheria alla fine della guerra, ma morì a New York. Questi pezzi risalenti al 1914–18 richiedono circa un minuto ciascuno e contengono caratteristiche tipicamente ungheresi come melodie modali basate sulle scale misolidie e doriche e frequenti balzi melodici di quarta. È difficile vedere come Bartók li ritenesse rilevanti per la vita e il lavoro di uno statista e patriota polacco. |
| Arthur Benjamin           | Australiano | 1893 – 1960 | Elegiac Mazurka                              | Benjamin era stato a lungo residente a Londra, ma stava attualmente lavorando a Vancouver, British Columbia, Canada, dove era direttore della Canadian Broadcasting Corporation Symphony Orchestra. La mazurka è una danza tradizionale polacca. |
| Benjamin Britten          | Britannico  | 1913 – 1976 | Mazurka elegiaca, Op. 23/2, per 2 pianoforti | Britten misunderstood the commission and composed a work for two pianos. It was published separately. It was the second of two pieces within his Op. 23, the first being Introduction and Rondo alla burlesca (1940). Britten fraintese l'incarico e compose un'opera per due pianoforti. Fu pubblicata separatamente. Era il secondo di due pezzi all'interno della sua Op. 23, il primo è Introduzione e Rondo alla burlesca (1940). |
| Mario Castelnuovo-Tedesco | Italian     | 1895 – 1968 | Hommage à Paderewski                         | Castelnuovo-Tedesco si stabilì in California e divenne noto come compositore di film. Hommage à Paderewski è nello stile di una mazurka. |
| Theodore Chanler          | Americano   | 1902 – 1961 | Aftermath                                    | |
| Eugene Goossens           | Britannico  | 1892 – 1962 | Homage                                       | Goossens was working as conductor of the Cincinnati Symphony Orchestra. Homage is based on Frédéric Chopin’s Preludio n. 20 in do minore (il "Marcia funebre") |
| Richard Hammond           | Britannico  | 1896 – 1980 | Dance                                        | Hammond si trasferì negli Stati Uniti durante la prima guerra mondiale, stabilendosi a Los Angeles. Dance è un'opera ritmica ed esuberante a metri misti. |
| Felix Labunski            | Polacco     | 1892 – 1979 | Threnody                                     | Labunski emigrò in America nel 1936 e si stabilì a Cincinnati. Nel 1928 Paderewski aveva finanziato il resto dei suoi studi a Parigi con Paul Dukas e Nadia Boulanger. Labunski dedicò anche il poema sinfonico In memoriam a Paderewski. |
| Bohuslav Martinů          | Ceco        | 1890 – 1959 | Mazurka, H. 284                              | Martinù arrivò in America nel 1941 e si stabilì a New York, ma tornò in Europa nel 1956. La Mazurka è in forma ABA con le sezioni esterne contrassegnate da Moderato poco andante e la sezione centrale contrassegnata con Poco vivo. |
| Darius Milhaud            | Francese    | 1892 – 1974 | Choral                                       | Milhaud si trasferì negli Stati Uniti nel 1940. Choral è in tempo di 5/4 e le due mani suonano in chiavi diverse. |
| Joaquín Nin-Culmell       | Cubano      | 1908 – 2004 | In memoriam Paderewski                       | Nin-Culmell nacque a Berlino, cubano di origine e si trasferì negli Stati Uniti nel 1939. In Memoriam Paderewski è una mazurka, anche se con un sapore latinoamericano ottenuto attraverso l'uso della sincope nella seconda metà: la mano destra suona in 3/4 mentre la mano sinistra suona in 6/8. |
| Karol Rathaus             | Tedesco     | 1895 – 1954 | Kujawiak                                     | Rathaus nacque in una zona dell'Impero austro-ungarico ora in Ucraina. Si formò a Berlino e Vienna, trasferendosi a New York nel 1938. Il Kujawiak è una danza polacca in triplo metro. |
| Vittorio Rieti            | Italiano    | 1898 – 1994 | Allegro danzante                             | Rieti emigrò negli Stati Uniti nel 1940 e si stabilì a New York. Le ottave a due mani nel suo pezzo evocano lo spirito del Caprice di Paderewski dal suo Humoresques de concert, Op 14. |
| Ernest Schelling          | Americano   | 1876 – 1939 | Con tenerezza                                | Schelling era uno studente di Paderewski, che fu molto colpito dalla sua morte nel 1939. La vedova di Schelling presentò l'ultima composizione di suo marito, sapendo che avrebbe voluto condividere qualsiasi tributo al suo mentore. Nel 1926 Schelling aveva scritto un notturno intitolato Ragusa, dedicato "Al mio maestro, I. J. Paderewski". Il dedicatario in seguito aveva registrato il pezzo stesso. |
| Zygmunt Stojowski         | Polacco     | 1870 – 1946 | Cradle Song                                  | Anche Stojowski aveva studiato con Paderewski. Si trasferì a New York nel 1905 per far parte della facoltà fondatrice dell'Institute of Musical Art. Cradle Song è una berceuse ispano-americana basata sulla ninna nanna Alarroro rito, che Stojowski aveva imparato dalla moglie peruviana Luisa, che aveva incontrato attraverso Paderewski. |
| Jaromír Weinberger        | Ceco        | 1896 – 1967 | Étude in sol maggiore                        | Weinberger emigrò in America nel 1939. Il suo Étude in sol maggiore, scritto nel 1924, è basato su Z dymem pozarów (Dal fumo degli incendi), un inno patriottico polacco del XIX secolo. La stessa melodia fu usata da Sir Edward Elgar nel suo preludio sinfonico Polonia, dedicato a Paderewski durante la prima guerra mondiale. |
| Emerson Whithorne         | Americano   | 1884 – 1958 | Hommage, Op. 58/2                            | Whithorne studiò pianoforte in Europa con l'insegnante di Paderewski, Theodor Leschetizky. Gran parte di Hommage è scritto su quattro righi e contrassegnato da Lento. |